# Muhàmmad Ali Amir-Moezzi
Muhàmmad Ali Amir-Moezzi (en persa: محمّد علی امیر معزّی) (Teheran, Iran, 26 de gener de 1956), és un erudit, historiador i islamòleg franco-iranià, especialista en xiisme.
Llicenciat per l'Institut national des langues et civilisations orientales (INALCO) i doctorat en Islamologia per l'École pratique des hautes études (EPHE) i per la Universitat de la Sorbonne Nova, ocupa el càrrec de director d'estudis d'Islamologia clàssica a l'École Pratique des Hautes Etudes. La seva direcció d'estudis titulada "Exègesi i teologia de l'islam xiïta" és l'única dedicada al xiisme en el món acadèmic occidental.
President de l'Institut Francès d'Islamologia, és membre de l'Acadèmia Ambrosiana, de l'Associazione Internazionale di Studi sul Mediterraneo e l'Oriente i de l'oficina científica de l'Institut per a l'Estudi de les Religions i la Secularitat. Professor visitant a diverses universitats d'Amèrica del Nord, Europa i Orient Mitjà, també és assessor científic de l'Institut d'Estudis Ismailí, i membre del consell editorial de diverses revistes acadèmiques.